# Casino de Villers-sur-Mer
Le casino de Villers-sur-Mer appartient au Groupe Tranchant. Il est situé près du centre-ville en face de la mer. Il dispose d’un restaurant avec une terrasse face à la mer.

## Histoire
Le casino de Villers-sur-Mer a été édifié  en juillet 1925. Les œuvres de l’artiste Edmond Barbaroux furent exposées durant son inauguration.Danses, concerts de gala et ballets réalisés par des artistes de l’opéra y étaient régulièrement donnés et connaissaient un franc succès auprès d’une clientèle chic et fortunée.